# Stefano Mitchell
Stefano Mitchell (geb. 22. September 1999, Toronto, Ontario, Kanada) ist ein Schwimmer aus Antigua und Barbuda. Er trat für Antigua und Barbuda bei mehreren Schwimmweltmeisterschaften an und bei den Olympischen Sommerspielen 2020 in Tokio. 

## Karriere
Stefano Mitchell wurde in Toronto, Kanada, geboren. Er trat in zahlreichen internationalen Wettbewerben an, so erstmals 2016 und erneut 2018 bei den in Schwimmmeisterschaften der Organisation Ostkaribischer Staaten (OECS, VIN/ANT). Dann bei den Schwimmweltmeisterschaften 2017 in Budapest und danach in Puerto Rico (Puerto Rico International Swimming Open). 2019 repräsentierte er Antigua und Barbuda bei den Schwimmweltmeisterschaften 2019 in Gwangju, wo er über 50 m Freistil auf Platz 62 schwamm. 
Im Wettbewerb 100 m Freistil bei den Olympischen Sommerspielen 2020 erreichte er Platz 51.
Dann trat er 2021 wieder bei den British National Championships und den Kurzbahnweltmeisterschaften 2021 in Abu Dhabi, sowie den Kolumbischen Schwimm-Meisterschaften an, sowie 2022 bei den Australian National Championships und 2023 bei den ASATT Championships 2023 in Trinidad und Tobago und bei den Schwimmweltmeisterschaften 2023 in Fukuoka, wo er im Team der Staffel antrat. 2024 trat er in den Bahama Championships 2024 und den Schwimmweltmeisterschaften 2024 in Doha an.
2018 wurde Mitchell geehrt als Antigua and Barbuda Sportsman of the Year.